# ケルメ (ブランド)
ケルメまたはケレメ（スペイン語: Kelme、スペイン語発音: [ˈkelme]）は、スペインのニュー・ミレニアム・スポーツ (New Millennium Sports) 有限会社が展開するスポーツブランド。サッカー・フットサル・バスケットボール・陸上競技・テニスの各スポーツのユニフォームやシューズを製造している。日本ではケルメと読まれることが多いが、公式にはケレメと呼称している。

## 概要
1963年にディエゴ・キレスとホセ・キレスの兄弟によって設立された。スペインのバレンシア州アリカンテ県エルチェに本部を、アメリカ合衆国のノースカロライナ州コノヴァーなどに支社を置いている。
世界中のスポーツクラブにユニフォームやシューズなどを提供している。日本では駒澤大学サッカー部などがユニフォームを着用している。かつてはバレンシア州政府とともにケレメというプロ自転車競技チームを所有していた。
ロゴマークはイベリコオオヤマネコの足跡。
2020年シーズンから、ザスパクサツ群馬とユニフォームサプライヤー契約を締結。Jリーグのチームとは初の契約となった。2022年シーズンから、いわてグルージャ盛岡とBリーグ佐賀バルーナーズとユニフォームサプライヤー契約を締結。
2021年8月25日には、アジアサッカー連盟（AFC）と主要代表チーム大会の公式グローバルサポーターとなったほか、AFCアジアカップ2023の大会公式試合球「VORTEXAC23」を提供。さらに2024年11月28日からはパートナーシップ契約をACLEやACL2、AWCLの主要クラブ大会を含めAFC主催の全大会に拡大。2029年までグローバルサポーター契約を延長、全大会の公式試合球の提供も発表した。
2022年2月、ジュビロ磐田の大津祐樹が現役選手のまま、KELME JAPANの取締役に就任した。